# Yaquan
Lo Yaquan o Pugilato dell'anatra (鴨拳T, 鸭拳S, yāquánP), anche chiamato Pugilato ad immagine di anatra (鴨形拳T, 鸭形拳S, yāxíngquánP), è uno stile di arti marziali cinesi, classificabile nella categoria Xiangxingquan, in quanto imita le movenze dell'animale da cui prende il nome.

## Origini e situazione attuale
Il suo creatore sarebbe stato un monaco Taoista del monte Emei (峨嵋山), un certo Lu Ya (陆雅道人, Lu Ya Daoren) durante la dinastia Tang.
Questo metodo si ispira alle caratteristiche dei movimenti dell'anatra sul terreno e nell'acqua e colpisce per i suoi spostamenti e per il suo uso della testa particolari.
Alla fine della dinastia Qing questa arte marziale era praticata da Zhang Xishun (张希顺), capo di una compagnia di scorta nel Liaoning.
Delle dodici sequenze originarie è arrivata fino a noi solo una sequenza di 62 movimenti.
Alcune movenze come lo Yaxingbu (鸭形步) sono ritrovabili anche nello stile Meihuaquan.
- Lo stile Yaquan è praticato oggi da Zhou Mingde (周明德) e da sua figlia Zhou Yuwen (周玉文). Zhou Mingde tramanda anche Heihuquan, Meihua dandao (梅花单刀), Liuheqiang (六合枪).[2].

## Altro
- Su questo stile esiste anche un VCD: Wushu Jingdian Xilie - Yaxingquan 武术经典系列—鸭形拳, pubblicato dalla Henan Dianzi Yinxiang Chubanshe, dimostrato da Bai Yong 白勇.
- Yan Zhenfa 颜振发 ha dimostrato la forma Yaxingquan nel DVD: Shaolin Damomen quan xie xilie - Yaxingquan 少林达摩门拳械系列 鸭形拳, Renmin Tiyu Chubanshe, ISRC CNM230735200. yan Zhenfa è una quarta generazione di Shaolin Damomen (少林达摩门).

### Video
- Yaquan dimostrato da un anziano maestro, su it.youtube.com.
- Yaquan dimostrato da Liu Spulai, su it.youtube.com.